# École nationale de l'aviation civile
École nationale de l'aviation civile (Aviație civilă), supranumită "ENAC", fondată în 1949 este cea mai reputată dintre "Grandes écoles scientifiques" din aeronautică și Inginerie aerospațială din Franța. ENAC este situată în Toulouse.
Universitatea are o Fundație. Absolvenții sunt reprezentați de asociația ENAC Alumni.

## Absolvent faimos
- Jean-Baptiste Djebbari, fost ministru francez al transporturilor